# پروژه ایکس (فیلم ۲۰۱۲)
پروژه ایکس (به انگلیسی: Project X) فیلمی کمدی به کارگردانی نیما نوری‌زاده محصول سال ۲۰۱۲ آمریکا است و از بازیگران اصلی آن می‌توان به توماس من، الیور کوپر، جاناتان دانیل براون، کربی بلیس بلنتون، آلکسیس کناپ و جاناتان دانیل براون اشاره کرد.
فیلم سال ۲۰۱۲ در سه جایزه سینمایی ام‌تی‌وی نامزد دریافت جایزه شد.

## خلاصه داستان
داستان این فیلم دربارهٔ سه پسر نوجوان دبیرستانی به نامهای توماس (توماس مان)، کاستا (اولیور کوپر) و جی بی (جاناتان دنیل براون) است که در مدرسه‌شان اصلاً محبوبیتی ندارند و همیشه توسری‌خور بوده‌اند. این سه نفر که به هر دری می‌زنند تا بتوانند کمی بر محبوبیتشان بیفزایند، با یک مانع روبرو می‌شوند تا اینکه پدر و مادرِ توماس به او اعلام می‌کنند قصد دارند تا آخر هفته را در خارج از خانه بگذرانند.
این موضوع سبب می‌شود تا این سه نفر به این فکر بیفتند که از نبود پدر و مادر توماس نهایت استفاده را ببرند و خانه را میزبان یک جشن نوجوانانه اساسی کنند که در آن همه نوع موارد ممنوعه دوره نوجوانی نظیر مشروبات الکلی و استعمال مواد مخدر وجود داشته باشد باشد و به عبارت ساده‌تر همگی آزاد باشند تا از این طریق بتوانند محبوبیتی عظیم در بین همسالانشان بدست بیاورند.
دیری نمی‌گذرد که این فکر تبدیل به واقعیت می‌شود اما آیا این سه نفر می‌توانند از پس یک جشن بی‌محدودیت برآیند؟ ...